# Известия на Централния комитет на ВМРО
„Известия на Централния комитет на ВМРО“ е български вестник, нелегален орган на Вътрешната македонска революционна организация. Вестникът се печата на хектограф.